# Jochen Scheibe
Jochen Scheibe (* 12. Mai 1937; † 9. März 2021) war ein deutscher Sportmediziner und Hochschullehrer.

## Leben
Scheibe schloss seine Schulbildung in Zeitz ab und studierte anschließend zwischen 1954 und 1959 an der Humboldt-Universität zu Berlin Medizin. Er absolvierte seine Pflichtassistenz in Zwickau und war danach in Zeitz als Betriebsarzt tätig. 1967 trat Scheibe am Institut für Körpererziehung der Friedrich-Schiller-Universität Jena die Stelle als Leiter der Abteilung Sportmedizin an. 1970 schloss er seine Habilitation sowie seine Facharztausbildung für Chirurgie und Sportmedizin ab. Ab 1971 war Scheibe Vorstandsmitglied der Gesellschaft für Sportmedizin der Deutschen Demokratischen Republik und saß ab 1973 in der Verbandsarztkommission des Schlitten- und Bobsportverbandes der DDR.
Ab 1974 war Scheibe an der Friedrich-Schiller-Universität als Hochschullehrer tätig und wurde 1984 auf eine Stelle als ordentlicher Professor für Sportmedizin berufen. 1988 wurde er in den wissenschaftlichen Beirat für Medizin beim Ministerium für Hoch- und Fachschulwesen der DDR berufen.
Nach dem Ende der DDR trat er Anfang Juni 1990 die Direktorenstelle des neugegründeten Instituts für Sportmedizin an der Friedrich-Schiller-Universität Jena an, welches Ende des Jahres 1990 in das Institut für Sportmedizin an der Medizinischen Fakultät überging. Scheibe schied 1991 aus dem Amt. Er zog ins niedersächsische Bad Pyrmont und war dort als Arzt tätig.
Zu den Themen seiner wissenschaftlichen Arbeit gehörten der „6-Kanal-Telemeter“, Kompensation im Rennschlittensporttraining, Wirkung und Einsatz „wiederherstellungsfördernder Mittel im Sport“, körperliche Reaktionen auf sportliche Belastungen (etwa in Bezug auf die Harnstoffkonzentration und die Temperatur der Haut), sportliche Betätigung bei Kuraufenthalten. 1989 brachte er mit Franz Greiter das Übersichtswerk „Medizin und Sport: ein Leitfaden für Allgemeinmediziner und medizinisches Fachpersonal“ heraus. 2013 veröffentlichte er das Buch „Ich war Sportmediziner in der DDR“.
Scheibe nannte Doping „Betrug am Gegner, am Publikum und an sich selbst“. Er sprach sich 2016 dafür aus, die Bekämpfung von Doping bundes- und weltweit zu führen und „nicht auf einen Kampf gegen den Sport in der ehemaligen DDR [zu] beschränken“. Im Schlitten- und Bobsport der DDR habe Doping keine Rolle gespielt, so Scheibe als ehemaliges Mitglied der Verbandsarztkommission des DDR-Schlitten- und Bobsportverbandes. Scheibe war langjähriger Mitarbeiter des Ministeriums für Staatssicherheit und wurde dort unter dem Decknamen IM „Walter Bieler“ geführt.